# Halifax Shipyard

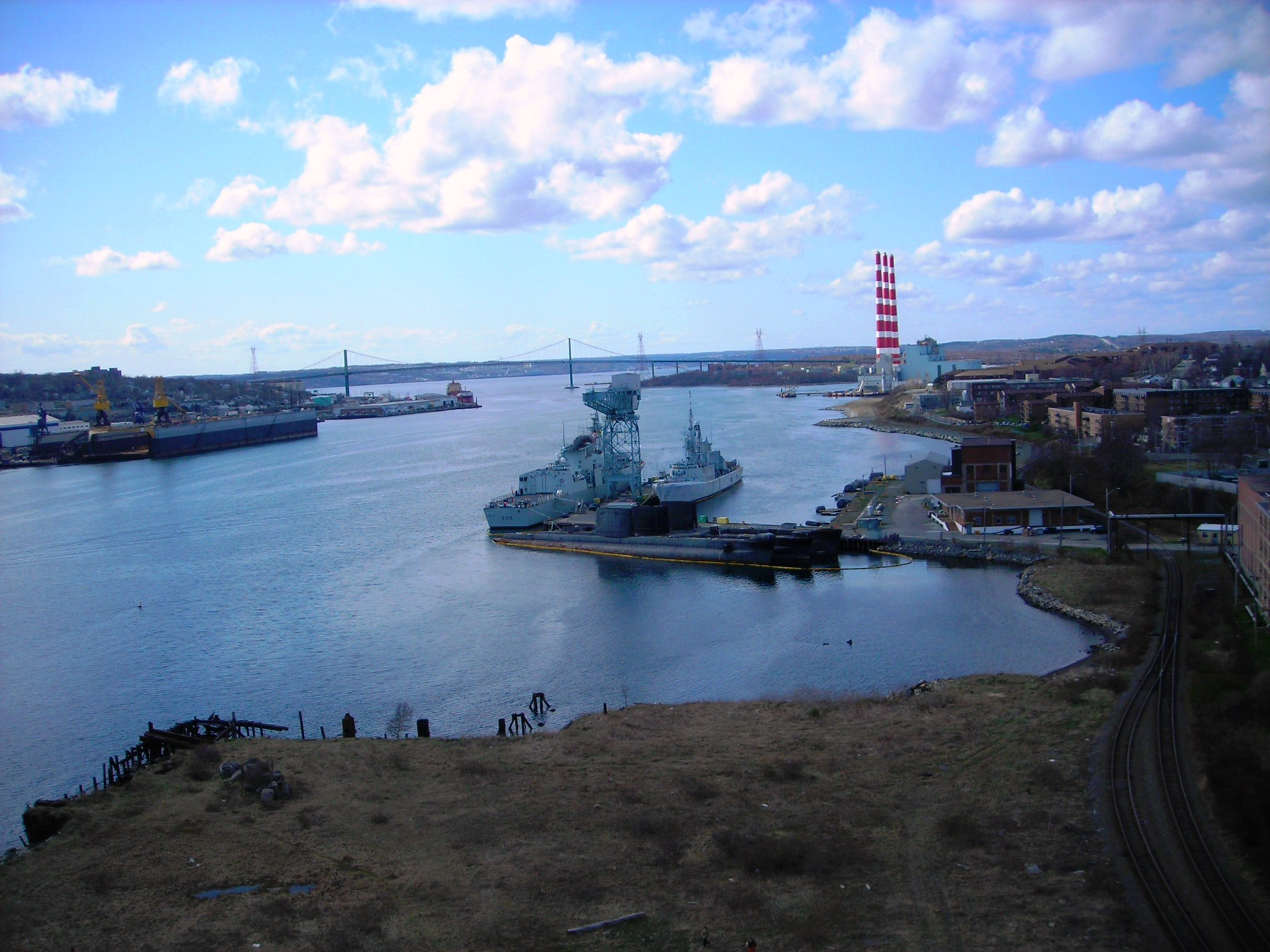
Halifax Shipyard

Halifax Shipyard ist eine Werft mit Hauptsitz in Halifax in der Provinz Nova Scotia, Kanada. Die Werft gehört zu dem Mischkonzern J.D. Irving und führt den Bau und die Reparatur von Schiffen für den zivilen und militärischen Einsatz durch. Außerdem engagiert sich die Werft beim Bau und der Reparatur von Offshore-Systemen. 

## Geschichte

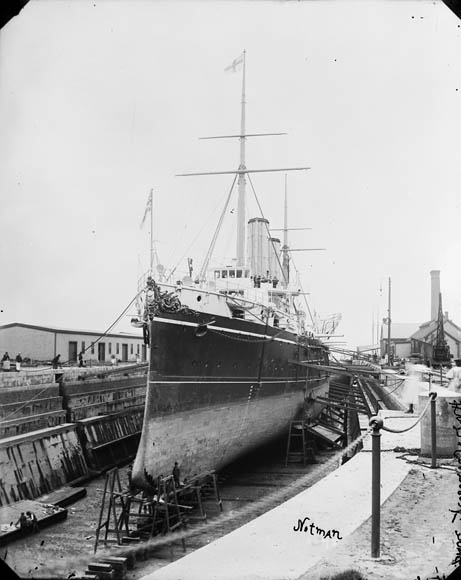
Halifax Graving Dock, um 1900; HMS Crescent im Trockendock

1920 wurde das Unternehmen in Halifax gegründet, damals unter dem Namen Saint John Shipbuilding and Dry Dock Company. 1959 kaufte K.C. Irving die Werft. Zur gleichen Zeit wurde die Eröffnung des weltgrößten Trockendocks gefeiert. Die Werft galt damals wie heute als Flaggschiff beim Bau von Öltankern, Frachtschiffen, Passagierfähren. 1990 erhielt die Werft ihren größten Auftrag zum Bau der Fregatten der Halifax-Klasse der kanadischen Navy.
Am 9. September 2009 erhielt das Unternehmen einen Auftrag zum Bau von neun Schiffen für die kanadische Küstenwache, welche die bisher 121 aktiven Küstenwachschiffe ergänzen und unterstützen sollen. Die ersten Schiffe sollen 2011 an die Küstenwache ausgeliefert werden. Die Auslieferung der neuen Schiffe soll bis 2014 abgeschlossen sein. Der Auftrag hat ein Volumen von 194 Millionen kanadischen Dollar.
2010 wurde das Arctic Patrol Ship Project mit anderen Schiffsbeschaffungen des kanadischen Verteidigungsministeriums zusammengelegt. Neben den Bau der Küstenwachschiffe erhielt die Werft am 19. Oktober 2011 insgesamt 25 Milliarden $ für die Entwicklung und Bau von acht Arctic Patrol Schiffen sowie fünfzehn weiteren Kriegsschiffen für die Royal Canadian Navy über die kommenden zwanzig Jahre.

## Gebaute Schiffe
- Zerstörer
  - HMCS Chaudiere (DDE 235)
  - HMCS Micmac (R10)
  - HMCS Nootka (R96)
  - HMCS Cayuga (R04)
  - HMCS Athabaskan (R79)
  - HMCS Saguenay (DDH 206)
  - HMCS Margaree (DDH 230)

- Kingston Class (Royal Canadian Navy)
  - HMCS Kingston (MM 700), fertiggestellt 1996
  - HMCS Glace Bay (MM 701), fertiggestellt 1996
  - HMCS Nanaimo (MM 702), fertiggestellt 1997
  - HMCS Edmonton (MM 703), fertiggestellt 1997
  - HMCS Shawinigan (MM 704), fertiggestellt 1997
  - HMCS Whitehorse (MM 705), fertiggestellt 1998
  - HMCS Yellowknife (MM 706), fertiggestellt 1998
  - HMCS Goose Bay (MM 707), fertiggestellt 1998
  - HMCS Moncton (MM 708), fertiggestellt 1998
  - HMCS Saskatoon (MM 709), fertiggestellt 1998
  - HMCS Brandon (MM 710), fertiggestellt 1999
  - HMCS Summerside (MM 711), fertiggestellt 1999

- Ankerziehschlepper
  - Atlantic Eagle, fertiggestellt 1999
  - Atlantic Hawk, fertiggestellt 2000
  - Atlantic Kingfisher, fertiggestellt 2002
  - Atlantic Osprey, fertiggestellt 2003
  - Atlantic Condor, fertiggestellt 2010

- Kreuzfahrtschiffe

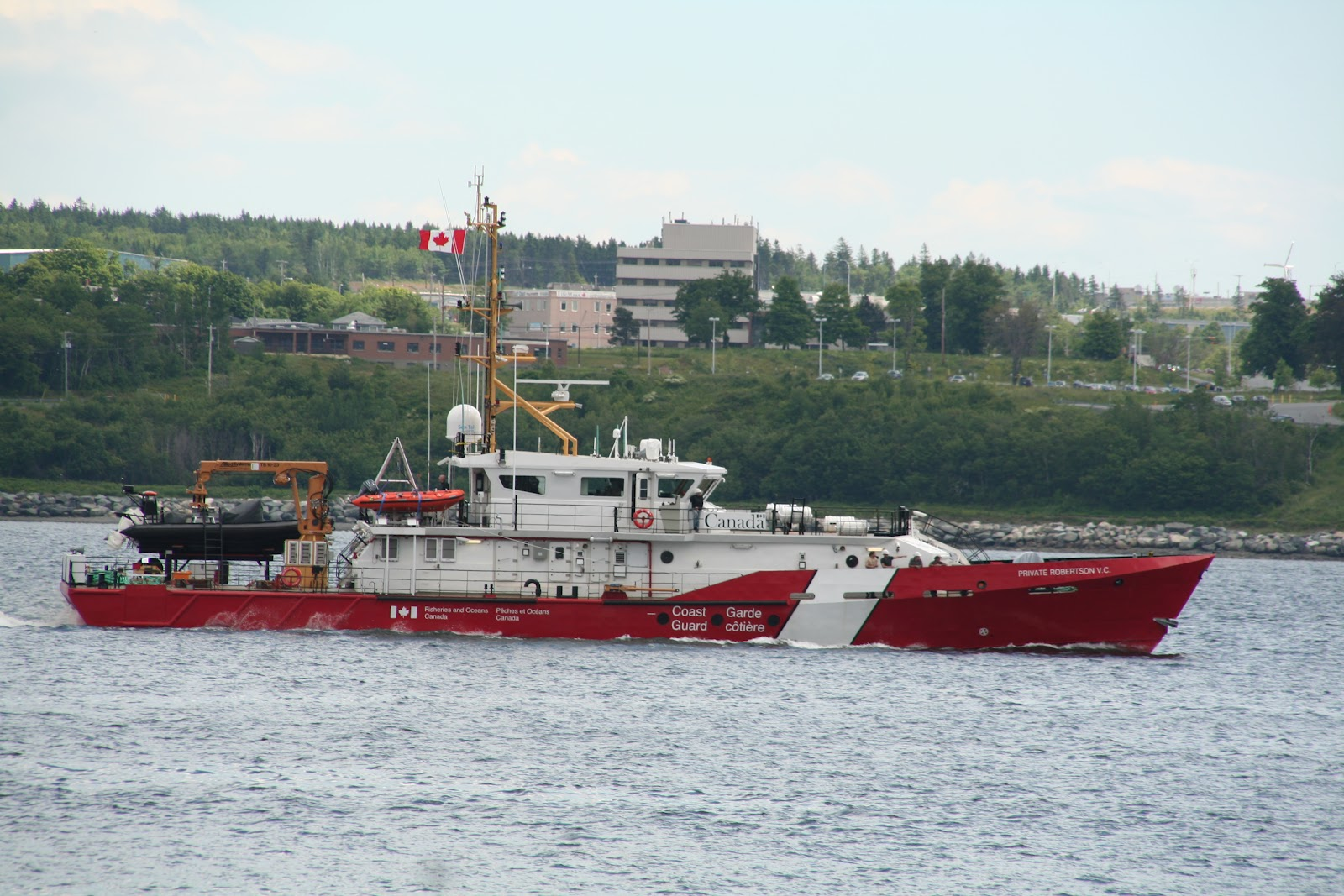
Hero-Class Patrol Vessel im Einsatz ab 2012

  - Pearl Mist (für 214 Passagiere), fertiggestellt 2009

- Hero-Class Patrouillenboote Canadian Coast Guard
  - CCGS Private Robertson V.C., in Dienst seit 2012
  - CCGS Caporal Kaeble V.C., in Dienst seit 2012
  - CCGS Corporal Teather C.V., in Dienst seit 2012
  - CCGS Constable Carrière, in Dienst seit 2013

## Aktuelle Projekte
- Hero-class patrol vessels, 9 Schiffe für die Canadian Coast Guard. Auslieferung ab 2012 bis 2014. Bereits ausgeliefert 4 (Stand: 2013)[2]
- Arctic Patrol Ship Project, 8 Schiffe für die kanadische Navy im Rahmen der National Shipbuilding Procurement Strategy. Auslieferung zwischen 2018 und 2023[3]
- Single Class Surface Combatant Project für die Royal Canadian Navy. 15 Schiffe im Rahmen der National Shipbuilding Procurement Strategy. Auslieferung zwischen 2016 und 2031.